# 사천 다솔사 괘불도
사천 다솔사 괘불도는 대한민국 경상남도 사천시 곤명면 다솔사에 불화이다. 2014년 10월 29일 대한민국의 국가등록문화재 제623호로 지정되었다.

## 개요
조선말기 이후 서울·경기지역을 중심으로 성행하던 아미타 염불신앙에 근거하여 제작된 괘불도로서, 20세기 초반 화승들의 교류도 엿볼 수 있다는 점에서 중요함 유물이다.
전통적인 채색기법을 사용하면서도 부분적으로 서양화의 음영법을 도입하여 시대적 영향을 감지할 수 있고, 불보살의 상호와 신체비례에서 안정감이 느껴지고 섬세하고 화려한 문양 등 화격을 유지하고 있다.

## 참고 자료
- 사천 다솔사 괘불도 - 국가유산청 국가유산포털